# Новодачное шоссе
Новода́чное шоссе́ — улица в районах Лианозово и Северный Северо-Восточного административного округа города Москвы. Проходит от Дмитровского шоссе до улицы Академика Христиановича.

## Название
Проектируемый проезд № 226 получил название Новодачное шоссе в октябре 2016 года как дорога по направлению к платформе Новодачная Савёловского направления Московской железной дороги.

## Описание
Улица начинается от путепровода «Платформа Марк» Дмитровского шоссе как продолжение Лианозовского проезда и проходит на север вдоль Савёловского направления Московской железной дороги. После пересечения МКАД в районе 81-го километра справа к шоссе примыкают улица Академика Флёрова, Долгопрудненское шоссе (с путепроводом, соединяющим его с Лихачёвским проездом в Долгопрудном) и Новодачная улица. Улица заканчивается вблизи с границей города, поворачивая на восток и переходя в улицу Академика Христиановича.
От начала до улицы Академика Флёрова имеет по три полосы движения в каждую сторону, далее и до конца — по две полосы.

## Общественный транспорт
- Станция Марк — в середине шоссе.
- Автобусы:
  - №352, №563, №586.